# Aphilopota triphasia
Aphilopota triphasia là một loài bướm đêm trong họ Geometridae.